# Joey McIntyre

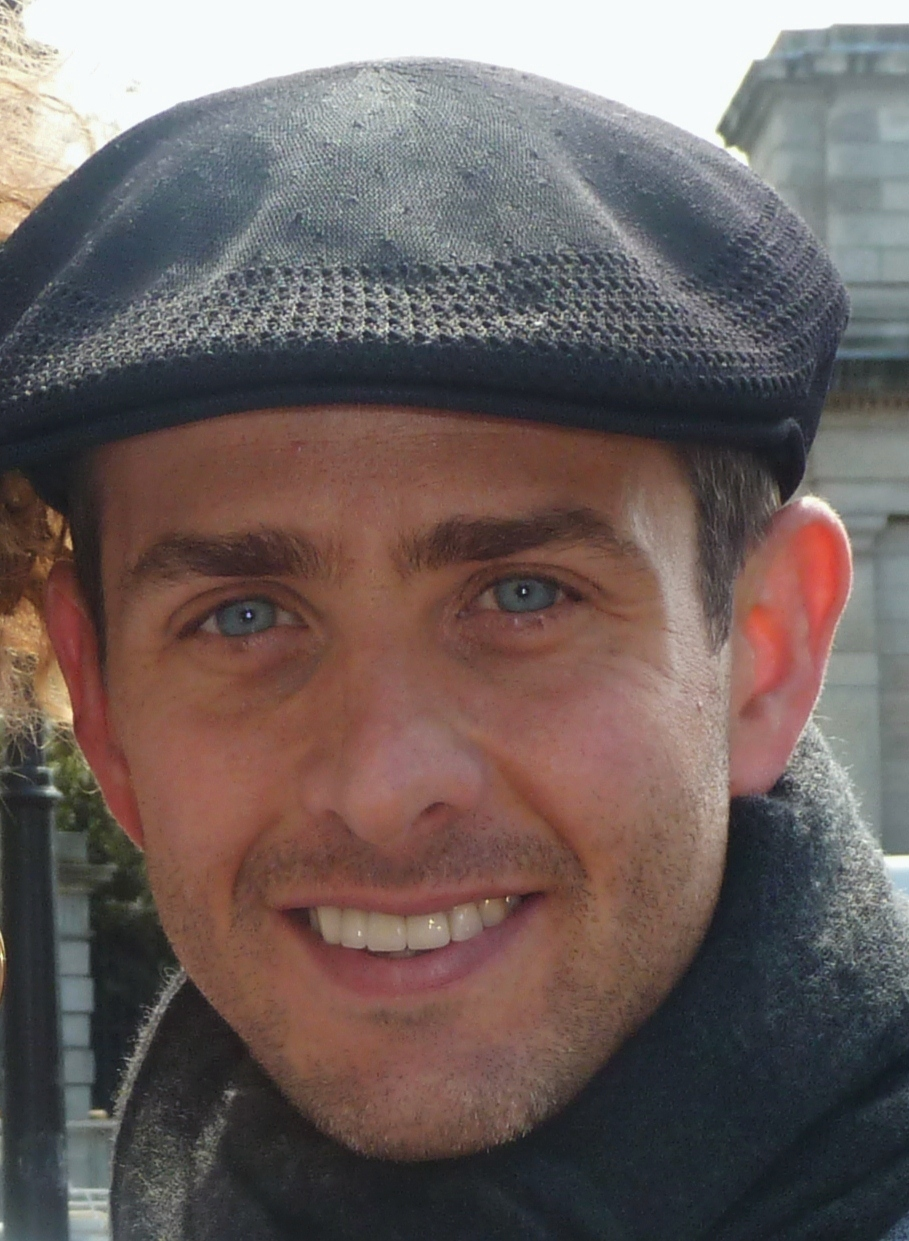
Joey McIntyre in Dublin (April 2012)

Joseph Mulrey McIntyre (* 31. Dezember 1972 in Needham, Massachusetts) ist ein US-amerikanischer Sänger, Songwriter, Musicaldarsteller und Schauspieler. Bekannt wurde er vor allem als jüngstes Mitglied der Popgruppe New Kids on the Block, die Ende der 1980er Jahre und Anfang der 1990er Jahre weltweit als Pop-Phänomen gefeiert wurde. Nach der vorläufigen Trennung der Band im Jahr 1994 konzentrierte sich McIntyre auf Soloprojekte, zu denen eigene Musikalben, Bühnenengagements in Broadway und Off-Broadway Musicals und Rollen in Film und Fernsehen gehörten. Aufmerksamkeit erzielte er 2004 in der Hauptrolle des Fiyero in Wicked – Die Hexen von Oz. Seit der Wiedervereinigung im Jahr 2008 ist McIntyre erneut als Mitglied der New Kids on the Block aktiv.

## Leben und Wirken

### Karriere im Musikgeschäft
Der Sohn des Maurers und Gewerkschafters Thomas und seiner Ehefrau Katherine McIntyre wurde als jüngstes von neun Kindern geboren und wuchs mit seinen Geschwistern Judy, Alice, Susan, Tricia, Carol, Jean, Kate und Tommy in Jamaica Plain auf, einem Stadtteil von Boston. Seine katholisch geprägten Eltern sind irisch-amerikanischer Herkunft. Bereits in jungen Jahren trat McIntyre von 1981 bis 1983 in Amerikas ältestem Community Theater The Footlight Club in verschiedenen Theaterinszenierungen auf, darunter als Hauptdarsteller in Lionel Barts Musical Oliver!. Parallel besuchte er die Catholic Memorial High School in West Roxbury.
Im Sommer 1985 wurde McIntyre im Alter von zwölf Jahren jüngstes Mitglied der Popgruppe New Kids on the Block, die Ende der 1980er und Anfang der 1990er Jahre zu den populärsten und höchstbezahlten Entertainern der Welt zählte. Der Erfolg führte McIntyre in zahlreiche Länder der USA, Europa, Australien und Asien. Knapp fünfzehn Jahre nach ihrem letzten gemeinsamen öffentlichen Auftritt kam es im Jahr 2008 zu einer Wiedervereinigung, im Rahmen derer die Gruppe mit The Block ein neues Album veröffentlichte und seitdem regelmäßig Konzerttourneen durch die USA und Europa bestreitet.

#### Solokarriere
1999 veröffentlichte McIntyre bei Columbia Records sein erstes Soloalbum Stay the Same, das in den USA Goldstatus erzielte. Im selben Jahr nahm er den Song Remember Me für den Film Southie – Terror in South Boston auf, in dem sein Bandkollege Donnie Wahlberg als Hauptdarsteller agierte. Der Song war Bestandteil des zugehörigen Filmsoundtracks. In Zusammenarbeit mit Sänger und Produzent Emanuel Kiriakou entstanden im weiteren Verlauf das Studioalbum Meet Joe Mac (2001) und das Livealbum One Too Many (2002), das im Rahmen eines Konzertes in New York mitgeschnitten wurde. Mit 8:09 schloss sich 2004 ein weiteres Studioalbum an. 2006 veröffentlichte McIntyre neu eingesungene Klassiker aus der Zeit der Big Bands auf seinem fünften Album Talk to Me, 2009 erschien bei iTunes Here We Go Again als sechstes Album sowie die gleichnamige Single.

#### Musical
Ein Jahr nach der Trennung der New Kids on the Block trat McIntyre 1995 mit der Gloucester Stage Company in Barking Sharks auf, einem Off-Broadway-Musical des Dramatikers Israel Horovitz. In der Hauptrolle des mit drei Schauspielern besetzten Musicals Tick, Tick... BOOM! agierte er von Oktober bis Dezember 2001 im Jane Street Theater in New York City, in der Kategorie „Outstanding Off Broadway Musical“ erhielt die Aufführung den Outer Critics Circle Award 2001. Von Januar bis Februar 2002 trat das Ensemble in Südkorea auf, von Mai bis Juni 2003 am Wilbur Theater in Boston. Im September desselben Jahres sang McIntyre in Los Angeles in Richard Rodgers’ und Lorenz Harts Musical Babes in Arms.
2004 erhielt McIntyre ein Engagement als männlicher Hauptdarsteller Fiyero in Stephen Schwartz’ Musical Wicked – Die Hexen von Oz und löste damit Norbert Leo Butz als Originalbesetzung der Premiere ab. An der Seite von Idina Menzel agierte McIntyre bis Januar 2005 im New Yorker Gershwin Theater am Broadway und wurde in der Kategorie „Favorite Male Replacement“ mit dem Broadway Audience Award ausgezeichnet. Im Jahr 2006 übernahm McIntyre am Falcon Theatre in Los Angeles die Hauptrolle des Fonzie in der Musicalinszenierung der in den 1950er und 1960er Jahren spielenden Comedyserie Happy Days.

### Film und Fernsehen
Unter der Regie von Michael Ritchie verkörperte McIntyre 1995 an der Seite von Joel Grey und Jean Louisa Kelly die Rolle des Matt Hucklebee in einer Filmadaptation des Musicals The Fantasticks, das bislang als das am längsten laufende Musical der Welt gilt. In Staffel drei der High School–Serie Boston Public übernahm McIntyre von Oktober 2002 bis Mai 2003 die Rolle des jungen Lehrers Colin Flynn, 2004 spielte er neben Mila Kunis die Hauptrolle in der Kinoproduktion Tony 'n' Tina's Wedding. Nach Gastauftritten in US-amerikanischen Sitcoms war McIntyre 2008 als Hauptdarsteller Jack O’Toole neben Schauspielkollegin Eliza Dushku im Kinofilm On Broadway zu sehen. 2011 übernahm er sowohl in CSI: NY als auch in Psych zwei weitere Gastrollen. Zudem wirkte er in der Liebeskomödie Happy New Year mit.
Einen Gastauftritt mit den New Kids on the Block absolvierte McIntyre 2008 in Til Schweigers Mittelalterkomödie 1½ Ritter – Auf der Suche nach der hinreißenden Herzelinde.

## Privatleben
McIntyre ist seit 2003 verheiratet und lebt mit seiner Frau und seinen drei Kindern in Los Angeles. Am 20. November 2007 wurde ihr erster Sohn Griffin Thomas geboren, am 13. Dezember 2009 ihr zweiter Sohn Rhys Edward und am 31. Mai 2011 ihre erste Tochter Kira Katherine. McIntyre lief beim Boston-Marathon 2013 für ein Charity-Projekt und beendete den Marathonlauf nur 5 Minuten vor den Explosionen auf dem Copley Square.

## Diskografie

### Studioalben
| Jahr | Titel         | Höchstplatzierung, Gesamtwochen, AuszeichnungChartplatzierungen (Jahr, Titel, Platzierungen, Wochen, Auszeichnungen, Anmerkungen) | Höchstplatzierung, Gesamtwochen, AuszeichnungChartplatzierungen (Jahr, Titel, Platzierungen, Wochen, Auszeichnungen, Anmerkungen) | Höchstplatzierung, Gesamtwochen, AuszeichnungChartplatzierungen (Jahr, Titel, Platzierungen, Wochen, Auszeichnungen, Anmerkungen) | Höchstplatzierung, Gesamtwochen, AuszeichnungChartplatzierungen (Jahr, Titel, Platzierungen, Wochen, Auszeichnungen, Anmerkungen) | Höchstplatzierung, Gesamtwochen, AuszeichnungChartplatzierungen (Jahr, Titel, Platzierungen, Wochen, Auszeichnungen, Anmerkungen) | Anmerkungen                         |
| Jahr | Titel         | DE | AT | CH | UK | US | Anmerkungen                         |
| ---- | ------------- | --- | --- | --- | --- | --- | ----------------------------------- |
| 1999 | Stay the Same | — | — | — | — | US49 Gold · (18 Wo.)US | Erstveröffentlichung: 16. März 1999 |

Weitere Alben
- 2001: Meet Joe Mac
- 2002: One Too Many
- 2004: 8:09
- 2006: Talk to Me
- 2009: Here We Go Again
- 2011: Come Home For Christmas

### Singles
| Jahr | Titel Album                            | Höchstplatzierung, Gesamtwochen, AuszeichnungChartplatzierungen (Jahr, Titel, Album, Platzierungen, Wochen, Auszeichnungen, Anmerkungen) | Höchstplatzierung, Gesamtwochen, AuszeichnungChartplatzierungen (Jahr, Titel, Album, Platzierungen, Wochen, Auszeichnungen, Anmerkungen) | Höchstplatzierung, Gesamtwochen, AuszeichnungChartplatzierungen (Jahr, Titel, Album, Platzierungen, Wochen, Auszeichnungen, Anmerkungen) | Höchstplatzierung, Gesamtwochen, AuszeichnungChartplatzierungen (Jahr, Titel, Album, Platzierungen, Wochen, Auszeichnungen, Anmerkungen) | Höchstplatzierung, Gesamtwochen, AuszeichnungChartplatzierungen (Jahr, Titel, Album, Platzierungen, Wochen, Auszeichnungen, Anmerkungen) | Anmerkungen                           |
| Jahr | Titel Album                            | DE | AT | CH | UK | US | Anmerkungen                           |
| ---- | -------------------------------------- | --- | --- | --- | --- | --- | ------------------------------------- |
| 1999 | Stay the Same                          | DE63 (3 Wo.)DE | — | — | — | US10 Gold · (14 Wo.)US | Erstveröffentlichung: 16. März 1999   |
| 1999 | I Love You Came Too Late Stay the Same | — | — | — | — | US54 (6 Wo.)US | Erstveröffentlichung: 17. August 1999 |

Weitere Singles
- 1999: Remember Me
- 1999: I Cried
- 2001: Rain
- 2004: L.A. Blue
- 2009: Here We Go Again
- 2009: 5 Brothers and a Million Sisters
- 2011: O Come All Ye Faithful

## Musical
- 1995: Barking Sharks
- 2000–2001, 2003: Tick, Tick... BOOM!
- 2004–2005: Wicked – Die Hexen von Oz
- 2006: Happy Days

## Filmografie
- 1995: The Fantasticks (Veröffentlichung 2000)
- 2002: Boston Public (als Colin Flynn)
- 2004: Tony ’n Tina's Wedding (als Tony)
- 2005: Love Inc.
- 2006: On Broadway (als Jack O’Toole)
- 2008: 1½ Ritter – Auf der Suche nach der hinreißenden Herzelinde
- 2008: Christmas at Cadillac Jack´s (als Gary)
- 2011: CSI: NY – Officer involved
- 2011: Psych – The Amazing Psych-Man & Tap Man, Issue No. 2
- 2011: Happy New Year (New Year’s Eve)
- 2013: Motive als Glen Martin (1 Folge)
- 2013: Taffe Mädels (The Heat)
- 2020: Fuller House – Folge 5.18